# Virginia Spencer Carr
Virginia Spencer Carr, rodným jménem Virginia Claire Spencer, (21. července 1929 – 10. dubna 2012) byla americká spisovatelka.
Narodila se ve West Palm Beach na Floridě a studovala na Severokarolínské univerzitě v Chapel Hillu a na Floridské státní univerzitě v Tallahassee, kde si coby téma své dizertační práce zvolila dílo spisovatelky Carson McCullersové. Později působila na Columbusské státní univerzitě (Georgie) a poté na Georgijské státní univerzitě. V roce 1975 vydala pod názvem A Lonely Hunter knižní životopis Carson McCullersové s předmluvou Tennessee Williamse. Později vydala životopisy Johna Dos Passose (1984) a Paula Bowlese (2004). Dále byla editorkou knihy Flowering Judas: Katherine Anne Porter (1993), a napsala studii Understanding Carson McCullers (1990). Rovněž připravovala životopis Tennessee Williamse, místo toho se však rozhodla napsat knihu o Bowlesovi, v té době ještě žijícím autorovi (zemřel před jejím dokončením).
V letech 1951 až 1975 byl jejím manželem bankéř Roger Alton Carr. Zemřela na onemocnění jater ve věku 82 let ve městě Lynn v Massachusetts, kam se odstěhovala po odchodu do důchodu v roce 2005.